# Andriejewo (obwód włodzimierski)
Andriejewo (ros. Андреево) – osiedle typu miejskiego w Rosji, w obwodzie włodzimierskim, w rejonie sudogodzkim. W 2010 liczyło 3798 mieszkańców.